# 塔爾加爾峰
塔爾加爾峰（哈薩克語： Talǵar shyńy，羅馬化：Pik Talgar）是外伊犁阿拉套的最高峰，属于哈萨克斯坦的山峰，位於該國東南部，毗鄰舊都阿拉木圖，海拔高度4,979米，是登山愛好者的熱門目的地，人類在1938年首次成功登頂。

## 外部連結
- "Pik Talghar, Kazakhstan" on Peakbagger （页面存档备份，存于）

1. 1 2 3  . PeakList.org.   [2006-08-06]. （原始内容存档于2012-10-28）.